# Campagne d'Italie (1805)
Pour les articles homonymes, voir Campagne d'Italie.
Batailles
Batailles navales
- Rocher du Diamant (1805)
- Cap Finisterre (1805)
- îles Chausey (1805)
- Trafalgar (1805)
- Cap Ortegal (1805)

Campagne d'Allemagne (1805) : opérations en Bavière - Autriche - Moravie
- Donauwörth
- Wertingen
- Günzburg
- Haslach-Jungingen
- Memmingen
- Elchingen
- Nerenstetten
- Neresheim
- Ulm
- Ried
- Lambach
- Bodenbichl
- Steyr
- Amstetten
- Mariazell
- Dürenstein
- Hollabrunn (Schöngrabern)
- Wischau
- Austerlitz

Campagne d'Italie (1805) : Opérations en Italie du Nord
- Vérone
- Caldiero
- Forano
- Castelfranco Veneto

Invasion de Naples (1806)
- Gaète
- Campo Tenese
- Maida
- Lauria
- Maratea
- Amantea
- Mileto

La campagne d'Italie de 1805 oppose une armée française commandée par le maréchal Masséna à une armée autrichienne commandée par l'archiduc Charles. Elle se déroule sur l'un des théâtres d'opérations secondaires des guerres de la Troisième Coalition, en parallèle de la campagne d'Allemagne de 1805. Commencée à Vérone en octobre, la campagne est principalement constituée d'une série de batailles défensives menées par les Autrichiens qui, menacés par l'avancée de la Grande Armée en Allemagne, retraitent jusqu'en Hongrie.

## Contexte

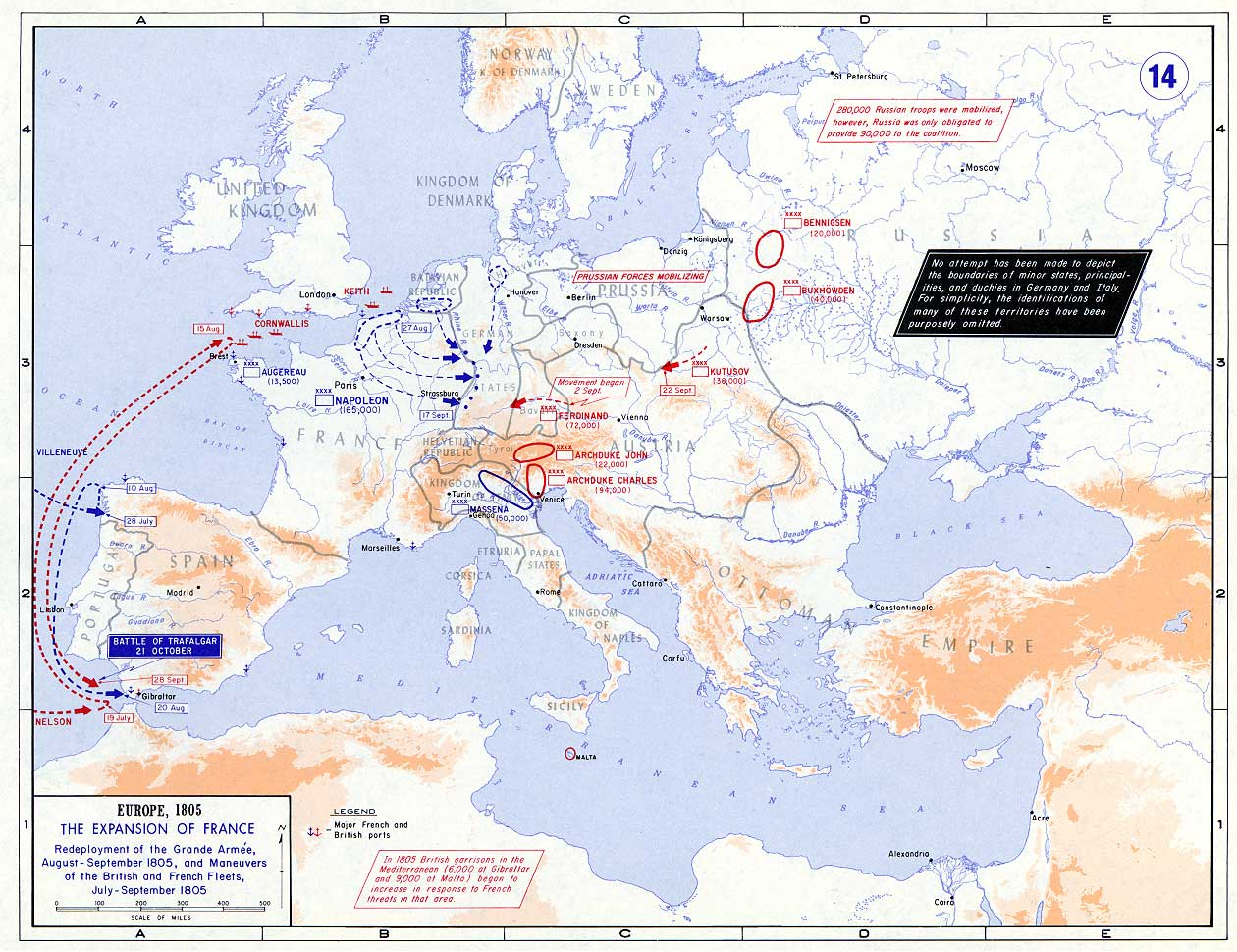
La situation en Europe au début de la campagne de 1805.

Après la signature en avril 1805 du traité de Saint-Pétersbourg entre la Russie et le Royaume-Uni, l'Autriche adhère à la Troisième Coalition dirigée contre l'empire français en août 1805. Le plan des coalisés prévoit une attaque anglo-russe sur le Hanovre, une offensive autrichienne dans le sud de l'Allemagne, et en Italie, une offensive autrichienne depuis la rive gauche de l'Adige, combinée à une offensive anglo-russe en provenance du royaume de Naples, qui a violé ses promesses de neutralité qui ont conduit les Français à retirer leurs forces d'occupation l'année précédente. L'armée française en Italie s'attend donc à combattre sur deux fronts.
L’armée autrichienne est commandée par l'archiduc Charles, le meilleur stratège au service des Habsbourg. Il dispose au début de la campagne de 62 000 soldats, auxquels s'ajoutent la garnisons de Venise, forte de 4 000 hommes et le corps chargé de couvrir le sud du Tyrol, fort de 21 000 hommes. L'archiduc ayant battu plusieurs fois le maréchal Jourdan, Napoléon Ier décide de son remplacement à la tête de l'armée française d’Italie par le maréchal Masséna, excellent connaisseur du théâtre des opérations. Celui-ci, arrivé à Milan le 7 septembre 1805, dispose de 35 000 hommes, auxquels s'ajoutent 5 000 malades et 6 000 hommes en garnison dans différentes places fortes du nord de l'Italie.
Les deux armées sont séparées par l'Adige, qui constitue la ligne de démarcation entre les deux zones d'occupation de l'Italie depuis 1801.

## Déroulement

### Traversée de l'Adige
Mi-octobre, Masséna, mis au courant des premiers succès français en Allemagne, décide de forcer le passage de l'Adige à Vérone. Le pont reliant la ville, sur la rive droite et donc française, à son faubourg de Véronette, situé sur la rive gauche en territoire autrichien, est alors intact, seulement barré par une forte palissade. Le pont est de plus sous la menace des canons du Castelvecchio, ce qui confère aux Français un net avantage.
Le 18 octobre, la division Verdier effectue une diversion en tentant de traverser l'Adige plus au sud. L'archiduc Charles se porte alors face à elle, ce qui permet à Masséna de s'emparer, après deux heures de combats et malgré la contre-offensive du corps de Wukassovitch, du faubourg de Véronette où les Français établissent une tête de pont.
Les pertes autrichiennes sont importantes, avec environ 1 600 hommes hors de combat, dont 850 prisonniers. Les Français comptent 150 tués et 300 blessés et s'emparent d'un important matériel,.
L'archiduc Charles ne défend pas véritablement le passage de l'Adige et se replie sur les fortifications construites à l'avance autour du village de Caldiero.

### Bataille de Caldiero
Le 28 octobre, la nouvelle de la capitulation d'Ulm parvient aux généraux en chef des deux armées. L'archiduc Charles décide alors de retraiter vers Vienne pour renforcer les débris de l'armée d'Allemagne mais souhaite infliger une défaite à Masséna pour l'empêcher de le suivre. De son côté, le général français décide d'attaquer les retranchements autrichien pour empêcher l'armée adverse de se retirer.
Le 29 octobre, tandis que la division Seras franchit l'Adige en amont de Vérone pour sécuriser la gauche du dispositif français, la division Verdier traverse le fleuve plus en aval, pour couper la retraite autrichienne en s'emparant de Villanova. La division est repoussée par les autrichiens à la suite d'un combat sanglant.
Dans la journée du 30 octobre puis du 31, Masséna attaque frontalement Caldiero, mais est repoussé tandis que Davidovitch lance une contre-attaque à l'extrême gauche pour menacer les arrières de la division Verdier.

### Retraite autrichienne
Dès le 31 octobre, l'archiduc Charles fait partir les bagages de l'armée en prévision de la retraite. L'armée autrichienne quitte le camp retranché de Caldiero dans la nuit du 31 octobre au 1er novembre. Pour empêcher l'armée française de se lancer à ses trousses, le général en chef autrichien ordonne à deux de ses lieutenants de lancer des attaques de diversion sur les flancs français. Le général Vincent parvient à se retirer sans trop de dommages, mais le général Hillinger s'avance imprudemment en direction de Véronette et, assailli par les divisions Verdier, Partouneaux et Mermet, il doit capituler à Saint-Léonard le 2 novembre.
L’armée autrichienne se replie vers Venise et Vienne et mène plusieurs combats d’arrière-garde à Vicence le 3 novembre, San Pietro in Gu le 4 et sur la Brenta le 5. Ayant appris que Napoléon est trop proche de Vienne pour espérer pouvoir gagner le premier la capitale des Habsbourg, l'archiduc Charles décide alors de se replier sur la Hongrie, toujours suivi par Masséna qui laisse au corps de Gouvion-Saint-Cyr remontant d'Ancône le soin de faire le blocus de Venise.
Après avoir franchi la Piave, l'armée d'Italie rejoint les Autrichiens sur le Tagliamento. L'archiduc Charles décide d'y mener une bataille d'arrêt et renforce l'arrière-garde, commandée par le général Frimont, des grenadiers de Vogelsang, de plusieurs régiments d'infanterie de cavalerie légère et d'une nombreuse artillerie. Ce combat du Tagliamento, qui se déroule le 12 novembre, tourne à l'avantage des Autrichiens, qui s'assurent ainsi une journée d'avance dans leurs marches vers Laybach. Quatre jours plus tard, au combat de Gorizia, le général Vincent barre victorieusement le passage de l'Isonzo. Les combats d'arrière-garde se poursuivent tandis que les Autrichiens reculent sur Marburg.
Tandis que le front se stabilise et que Masséna attend d'être rejoint par le corps du maréchal Ney qui descend du Tyrol et par le corps du général Marmont qui remonte d'Illyrie, la brigade autrichienne du prince de Rohan, séparée du corps de l'archiduc Jean, débouche dans la plaine de Bassano. Le prince tente de rejoindre la garnison de Venise mais est contraint à la capitulation le 24 novembre à la bataille de Castelfranco Veneto.
Le 8 décembre, la nouvelle de la bataille d'Austerlitz et de l'armistice parvient aux deux armées.